# Maximilian Fried

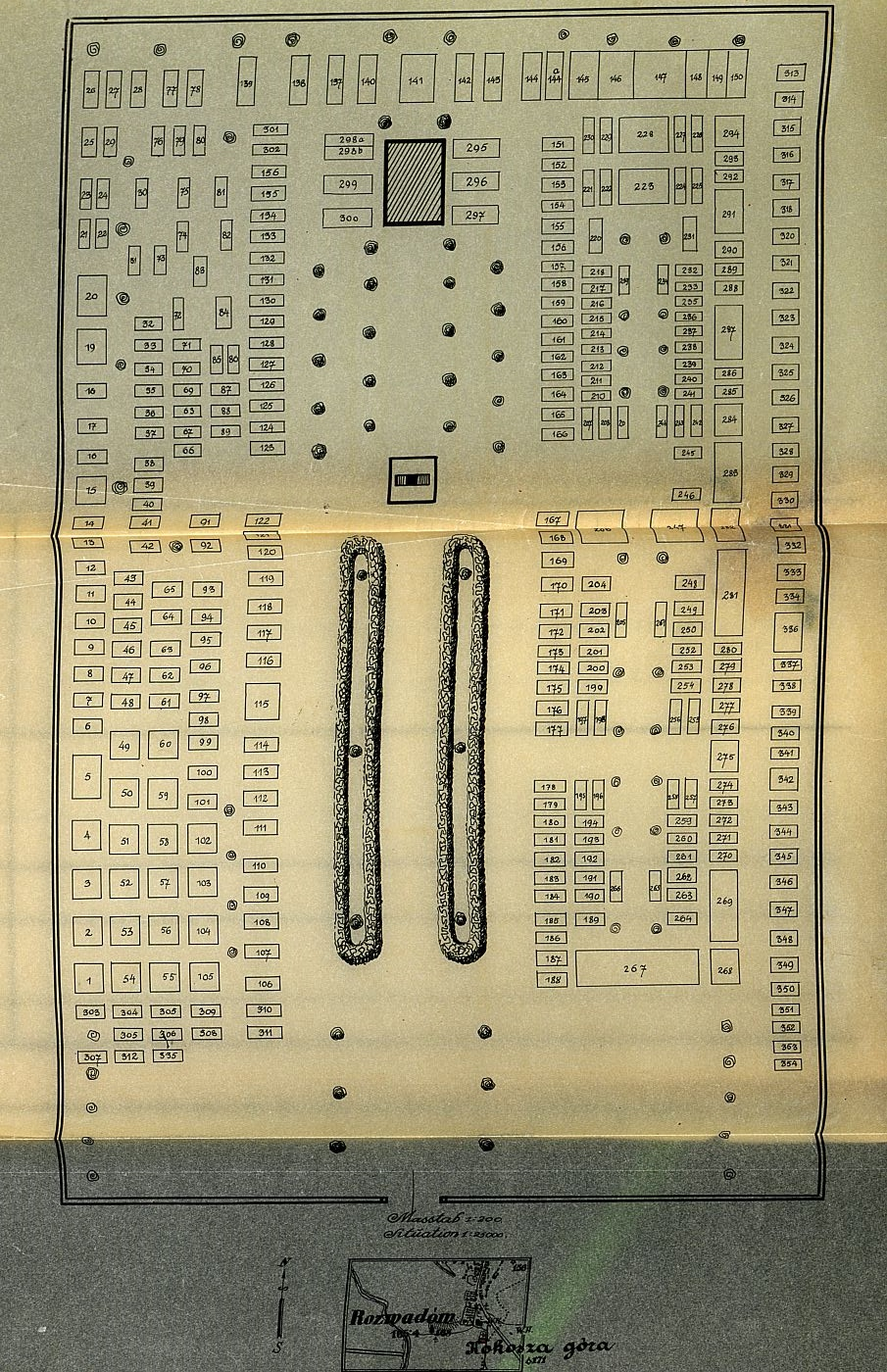
Plan cmentarza wojskowego w Rozwadowie, ok. 1917 rok

Maximilian Fried, (ur. 12 października 1879 w Łańcucie, zm. 1943 w Auschwitz lub wg innych materiałów źródłowych później, rozstrzelany 8 maja 1944) – inżynier architekt, oficer c.k., projektant cmentarzy żołnierskich Inspekcji Przemyskiej w monarchii austro-węgierskiej, m.in. autor rozplanowania i budowy rozwadowskiego cmentarza wojennego.

## Życiorys
Urodził się w Łańcucie w rodzinie reformowanych Żydów. Syn Eliasa Frieda (1849-1933) i Sophii Fried z d. Wagner (1852-1926). Miał rodzeństwo; brata Moritza, ur. 1874 w Żołyni, zm. w 1932 w Monachium, Franza (1878-1965), Ignatza (1880-1942), Siegfrieda (1894-1894) i siostrę Mathildę (1890-1942).
Około 1888 jego rodzice wyemigrowali do Wiednia, a następnie do Monachium, gdzie uczęszczał do Gimnazjum Humanistycznego, a następnie ukończył tutejszy Uniwersytet Techniczny, uzyskując w 1908 tytuł inżyniera budownictwa. W 1912 zawarł związek małżeński z Lili Schwarzschild i przeszedł na katolicyzm. Rok później urodził się jego jedyny syn, Walter Fried.
Podczas I wojny światowej jako jednoroczny ochotnik (Einjaehrige Freiwillige Landsturminfanterist), został powołany do służby w Pospolitym Ruszeniu, trafił do grupy technicznej c. i k. Inspekcji Grobów Wojennych Komendy Wojskowej Przemyśl, (K.u.k. Kriegsgräberinspektion des Militärkommando Przemyśl), gdzie pracował jako projektant cmentarzy wojskowych.
Jako architekt, był też twórcą kaplicy na cmentarzu w Bąkowicach k/Chyrowa, nagrobka oficera sztabowego na cmentarzu w Tamanowicach (Okręg X Mościska) i kwatery grobów żołnierskich w Sieniawie. Wspólnie z ppor. arch. Ledwiną zaprojektował kaplicę cmentarną w Wysocku Wyżnym (Okręg II Turka).
Był autorem akwarel przedstawiających m.in. cmentarz wojenny w Rozwadowie oraz grobów oficerów izraelickich m.in: por. Emanuela Lustgartena, por. Leo Spitza, prawdopodobnie także por. Adolfa Munda, kadeta Josefa Wandera, oraz kadeta Chaima Willnera w Leżajsku. Jego prace malarskie eksponowano na Wystawie Wojennej w Wiedniu w 1916, (Kriegsausstellung Wien).
Służbę w wojsku zakończył w stopniu leutnanta (podporucznika) Pospolitego Ruszenia.
W latach międzywojennych, po śmierci ojca w 1933, prowadził sklep obuwniczy Schuhhaus Pallas, a po przepisaniu go na żonę (z pochodzenia Niemkę) pracował jako architekt w jednym z monachijskich biur projektowych. Ze względu na nasilający się antysemityzm w Niemczech, zamierzał w 1939 wyjechać przez Brazylię do Boliwii, ale plan ten udało się zrealizować tylko jego synowi. Brazylia odmówiła mu wizy ze względu na podeszły wiek. W czasie wojny został osadzony w monachijskim getcie, skąd 13 marca 1943 roku wywieziono go do KL Auschwitz, gdzie został rozstrzelany 8 maja 1944 roku, prawdopodobnie za kradzież chleba.

## Upamiętnienie
Jego osobie oraz zaprojektowanemu przez niego cmentarzowi wojennemu w Rozwadowie, z I wojny światowej poświęcona była część czasowej wystawy przygotowanej przez Międzynarodowe Centrum Kultury w Krakowie, pt. „Sztuka w mundurze” w Muzeum Regionalnym w Stalowej Woli.